# Mort de Keenan Anderson
Keenan Anderson est un Afro-Américain qui a fait un arrêt cardiaque et est décédé le 3 janvier 2023, environ 4 heures et demie après avoir été immobilisé par le Los Angeles Police Department (LAPD) et avoir reçu des tasers.
Anderson a été maîtrisé parce qu'il était soupçonné d'avoir commis un délit de fuite à la suite d'une collision routière et parce qu'un témoin a déclaré qu'un individu avait tenté de monter dans sa voiture sans sa permission. La police a ordonné à Anderson de s'asseoir, ce qu'il a fait dans un premier temps, mais plus tard, Anderson s'est enfui sur une route, ce qui a conduit la police à le maintenir au sol et à le taser pendant environ 30 secondes, puis 5 secondes supplémentaires.

## Biographie
Keenan Darnell Anderson, âgé de 31 ans au moment de sa mort, était un professeur d'anglais de seconde à la Digital Pioneers Academy de Washington, qui rendait visite à sa famille à Los Angeles pendant les vacances d'hiver. Il était père de famille et cousin de Patrisse Cullors, cofondatrice du mouvement social Black Lives Matter.

## Arrestation et décès
Après qu'un accident de voiture s'est produit à l'intersection de Venice Boulevard et Lincoln Boulevard à Venice, Los Angeles, un officier de la police de Los Angeles a été informé de l'accident vers 15h35 le 3 janvier 2023, a déclaré la police de Los Angeles,. Selon le chef de la police Michel Moore, Anderson avait commis un délit de fuite lors d'une collision routière et essayé de « monter dans la voiture d'une autre personne sans sa permission. » Les images de la caméra corporelle de la police ont montré Keenan Anderson courant au milieu de la route, demandant à un officier à moto de l'aider. Lorsque l'officier a suivi la direction d'Anderson, il a rencontré des personnes qui ont désigné Anderson. Les personnes ont indiqué qu'Anderson avait causé l'accident de véhicule, selon la police.
Le policier a repris contact avec Anderson, qui était toujours au milieu de la route. Les images montrent Anderson dans un état de détresse, disant au policier « quelqu'un essaie de me tuer », mais les images ne montrent aucune menace visible pour Anderson. Anderson s'est déplacé sur le trottoir, conformément aux instructions du policier. Anderson dit au policier : « je ne voulais pas. » Le policier a signalé qu'Anderson était peut-être en état d'ébriété. Anderson dit au policier qu'il a perdu sa clé et que quelqu'un est venu réparer sa voiture. Anderson s'est également assis, conformément aux instructions du policier : « J'ai eu une cascade aujourd'hui, monsieur. J'en ai besoin. Comme, non, non, non. » Anderson a également dit que quelqu'un essayait de « mettre des trucs » dans sa voiture. Environ sept minutes plus tard, Anderson a tenté de s'échapper, selon la police. Les images montrent Anderson debout, demandant de l'eau ; le policier lui répond qu'il ira chercher de l'eau pour Anderson, tout en lui ordonnant de s'asseoir contre un mur. Anderson a dit qu'il voulait que les gens le voient, alors le policier lui a dit de s'asseoir sur le trottoir, plus près du carrefour, pour qu'il puisse être vu. Anderson s'est dirigé vers la route, et le policier l'a rappelé. Anderson s'est ensuite enfui sur la route alors que d'autres policiers arrivaient.
L'officier à moto rattrape rapidement Anderson, au milieu de la route, et les officiers de renfort arrivent également. Anderson s'assoit, se tourne sur le côté, puis semble brièvement essayer de se lever. L'officier à moto et deux autres officiers attrapent Anderson, qui crie à l'aide et dit que les policiers essaient de le tuer. Anderson dit « Ils essaient de me faire George Floyd ! », faisant référence au meurtre de George Floyd par la police en 2020. Les officiers tiennent Anderson, lui disent de se calmer et l'avertissent à plusieurs reprises que s'il ne s'arrête pas, un taser sera utilisé sur lui. Anderson dit que les officiers sont des « acteurs » et crie à plusieurs reprises « C Lo ». Un officier utilise le taser sur Anderson une fois vers 30 secondes, puis une autre fois vers 5 secondes. 
Anderson est menotté par les officiers, et ses jambes sont également liées. Anderson dit : « C'est un acte... Ils ne sont pas de la police ». Après avoir été maîtrisé, Anderson dit : « Ils pensent que j'ai tué C Lo... Ils essaient de me mettre sous sédatif... J'en sais trop... Ils m'ont mis sous sédatif. » Après son arrestation, Anderson a été transporté dans un hôpital local où la police a déclaré qu'il était mort d'un arrêt cardiaque environ quatre heures et demie plus tard. Un rapport préliminaire de toxicologie de la police a indiqué que les échantillons de sang prélevés sur Anderson contenaient de la cocaïne et de la marijuana. Une analyse toxicologique indépendante par le coroner de Los Angeles est prévue.

## Suites
La maire de Los Angeles, Karen Bass, a appelé la police à réduire son usage de la force. La police de Los Angeles a annoncé qu'elle enquêtait sur la mort d'Anderson et sur celle des civils Takar Smith et Oscar Sanchez, tous deux tués par balle lors de deux incidents sans lien entre eux, les 2 et 3 janvier 2023.